# 绵羊杯殖吸虫
绵羊杯殖吸虫（学名：Calicophoron ovillum）为同盘科杯殖属的动物。在中国大陆，分布于吉林等地，营寄生生活，宿主绵羊以及寄生于瘤胃。该物种的模式产地在吉林。